# Wacław Olszewicz

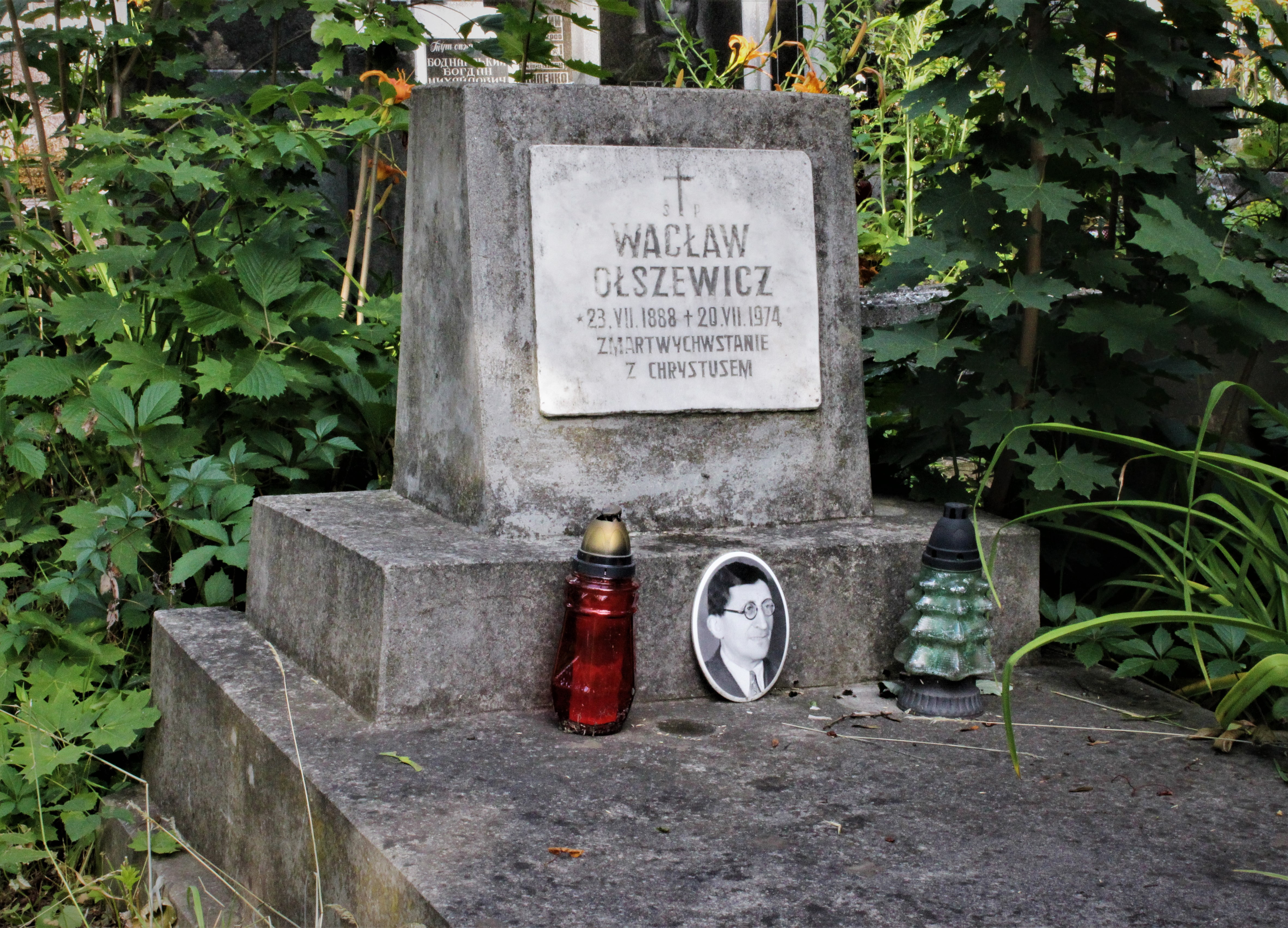

Wacław Kazimierz Olszewicz (ur. 23 lipca 1888 w Warszawie, zm. 20 lipca 1974 we Lwowie) – polski historyk i historyk kultury, znawca okresu Oświecenia.

## Rodzina
Urodził się 23 lipca 1888 w Warszawie, w rodzinie przemysłowca Adolfa Stefana Olszewicza (zm. 1900) i jego żony Marii Reginy ze Zweigbaumów (zm. 1922). Jego rodzice byli pochodzenia żydowskiego, przyjęli chrzest w 1887 roku w warszawskim kościele ewangelicko-reformowanym. Jego młodszym bratem był Bolesław Olszewicz, a jedna z sióstr, Wanda wyszła za mąż za dyplomatę Kazimierza Reychmana.
28 października 1911 roku poślubił Józefę z d. Ordefeld (1890–1954), uwiecznioną na portrecie Józefa Pankiewicza Dziewczynka w czerwonej sukience, córkę warszawskiego adwokata Adama Oderfelda (1856–1910) i jego żony Janiny Jadwigi z Koniców (1863–1924). Mieli jedną córkę.

## Życiorys
W 1905 został wydalony ze szkoły średniej z zakazem kontynuowania nauki w Rosji z powodu udziału w strajku szkolnym. Dla kontynuacji nauki wyjechał za granicę, uczęszczając na Wydział Dyplomatyczny Ecole Libre des Sciences Politiques w Paryżu (1906–1908). Po uzyskaniu dyplomu kontynuował studia do 1910 na Uniwersytecie w Brukseli, gdzie uzyskał doktorat w dziedzinie nauk politycznych i administracyjnych na podstawie pracy o unii polsko-litewskiej. Już w tym okresie wydał pierwszą pracę na temat recepcji twórczości J.J. Rousseau w Polsce, a także drugą, nt. Konstytucji 3 Maja. Kolejne dwa lata uzupełniał wykształcenie w Genewie, Rzymie i Paryżu.
Po powrocie na ziemie polskie osiadł z przyczyn zdrowotnych w Zakopanem, podejmując pracę w tamtejszej bibliotece. W czasie I wojny światowej nadal przebywał w Zakopanem, współpracując ze Stefanem Żeromskim w ramach Towarzystwa Biblioteki Publicznej i angażując się w środowisko Polaków z Królestwa Polskiego, którzy przymusowo przebywali w tym mieście. Jako bibliotekarz wypożyczał Nadzieżdzie Krupskiej książki, które brała ona dla Władimira Lenina. W 1916 lub 1917 wyjechał do Warszawy, gdzie podjął pracę w Bibliotece Krasińskich, angażując się jednocześnie z bratem Bolesławem w tworzenie Stowarzyszenia Bibliotekarzy Polskich m.in. jako autor jego pierwszego statutu i kierując jego Komisją ds. Bibliotek Naukowych, a w 1919 był skarbnikiem Zarządu. Po zakończeniu wojny podjął pracę w Ministerstwie Spraw Zagranicznych i w 1920 lub 1924 został naczelnikiem jego Wydziału Ekonomicznego. Pracę urzędniczą łączył z publikacjami w czasopismach ekonomicznych. Był także kurierem polskiego rządu na konferencję wersalską.
W 1924 lub 1927 porzucił tę pracę i wyjechał na Górny Śląsk, gdzie wkrótce powrócił do badań zagadnień historii nauki i historii kultury. Był wówczas zaangażowany w tworzenie Towarzystwa Przyjaciół Nauk na Śląsku i był dyrektorem jego biblioteki oraz wiceprezesem całego Towarzystwa. Później zaangażował się w pracę Instytutu Śląskiego w Katowicach, publikując prace nt. historii przemysłu (naukowe i popularnonaukowe). Jednocześnie współpracował z Instytutem Bałtyckim w Toruniu, publikując prace nt. związków Śląska i Pomorza. Pisał także liczne recenzje, prace z zakresu bibliografii, historii gospodarczej i historii kultury oraz monografie o historii polskiego piśmiennictwa o Słowacji czy o polskich przekładach J.J. Rousseau. Pisał także na tematy związane z Tatrami i Podtatrzem (m.in. nt. dawnej działalności gospodarczej).
Zaangażował się również w działalność społeczną o charakterze umacniania polskości Śląska i Pomorza, m.in. w Polskim Związku Zachodnim, redakcji Frontu Zachodniego, Związku Polskich Hut Żelaza, Zespołu Hut na Śląsku. W 1926 brał udział w tworzeniu Koła Ekonomicznego w Katowicach i został jego sekretarzem. Od 1937 był również członkiem Śląskiego Towarzystwa Miłośników Książki i Grafiki. W 1936 był inicjatorem założenia Towarzystwa Przyjaciół Słowaków im. Ludovíta Štúra. Zawodowo był dyrektorem polsko-francuskiego banku Banque de Silesie z siedzibą w Katowicach, a później prokurentem zarządu Zjednoczonych Hut Królewska i Laura w Siemianowicach. Od 1936 był również wykładowcą w Wyższym Studium Nauk Społeczno-Gospodarczych. W tym czasie wydał broszurę, w której przedstawiał groźbę niemieckiej ekspansji na wschód.
Po wybuchu II wojny światowej porzucił mieszkanie w Siemianowicach Śląskich i drugi co do wielkości prywatny księgozbiór na polskim Śląsku (obejmujący m.in. książki odziedziczone po przodkach), ewakuując się do Lwowa, gdzie podjął pracę w Ossolineum. Pracował tam przez cały okres okupacji radzieckiej, a w okresie okupacji niemieckiej ukrywał się w nim przed okupantem. Po zajęciu miasta przez Armię Czerwoną pozostał we Lwowie, choć jego córka Anna wyjechała ze Lwowa jeszcze po agresji Niemiec na ZSRR.
W kolejnych latach kontynuował pracę, początkowo w byłym Ossolineum (do 1950) jako kierownik Wydziału Koncentracji Zbiorów, kierownik Wydziału Obsługi Czytelników i bibliograf, przenosiny na kolejne coraz niższe stanowiska były związane z jego niechętną postawą wobec rzeczywistości sowieckiej i zbyt dużym zaangażowaniem w wywożenie zbiorów Ossolineum do Polski. Potem do 1952 pracował w Składnicy Bibliotecznej, a potem do przejścia na emeryturę w 1962 w Wydziale Ekonomicznym Instytutu Nauk Społecznych Ukraińskiej Akademii Nauk. Był także kierownikiem biblioteki Instytutu Geologii Akademii Nauk USRR. W tym okresie przygotowywał kolejne publikacje z zakresu historii kultury, m.in. nt. polskich tłumaczeń J.J. Rousseau, a jego największym dziełem była monografia Stanisława Augusta Poniatowskiego jako działacza kulturalnego. Od 1957 swoje prace publikował w czasopismach polskich, m.in. Problemach, Rocznikach Bibliotecznych, Przeglądzie Historyczno-Oświatowym, Kwartalniku Historii Nauki i Techniki, kilkukrotnie był także w Polsce, gdzie spotykał się z bratem Bolesławem i siostrzeńcem Janem Reychmanem. Jego siostrzeńcem był także Witold Mileski.
W latach powojennych starał się porządkować Cmentarz Łyczakowski, w szczególności groby osób zasłużonych, a także był przewodnikiem po cmentarzu dla osób przyjeżdżających z Polski Ludowej. Zmarł 20 lipca 1974 we Lwowie i został pochowany na Cmentarzu Janowskim.
Jego żona Józefa umarła podczas pobytu w Warszawie w 1954 roku i została pochowana w grobowcu rodzinnym Olszewiczów na cmentarzu ewangelicko-reformowanym w Warszawie.

## Ordery i odznaczenia
- Krzyż Oficerski Orderu Odrodzenia Polski (2 maja 1923)[9][4][10]
- Oficer Orderu Legii Honorowej – Francja[4]
- Komandor Orderu Danebroga – 1923, Dania[11]